# Verkoopstyling

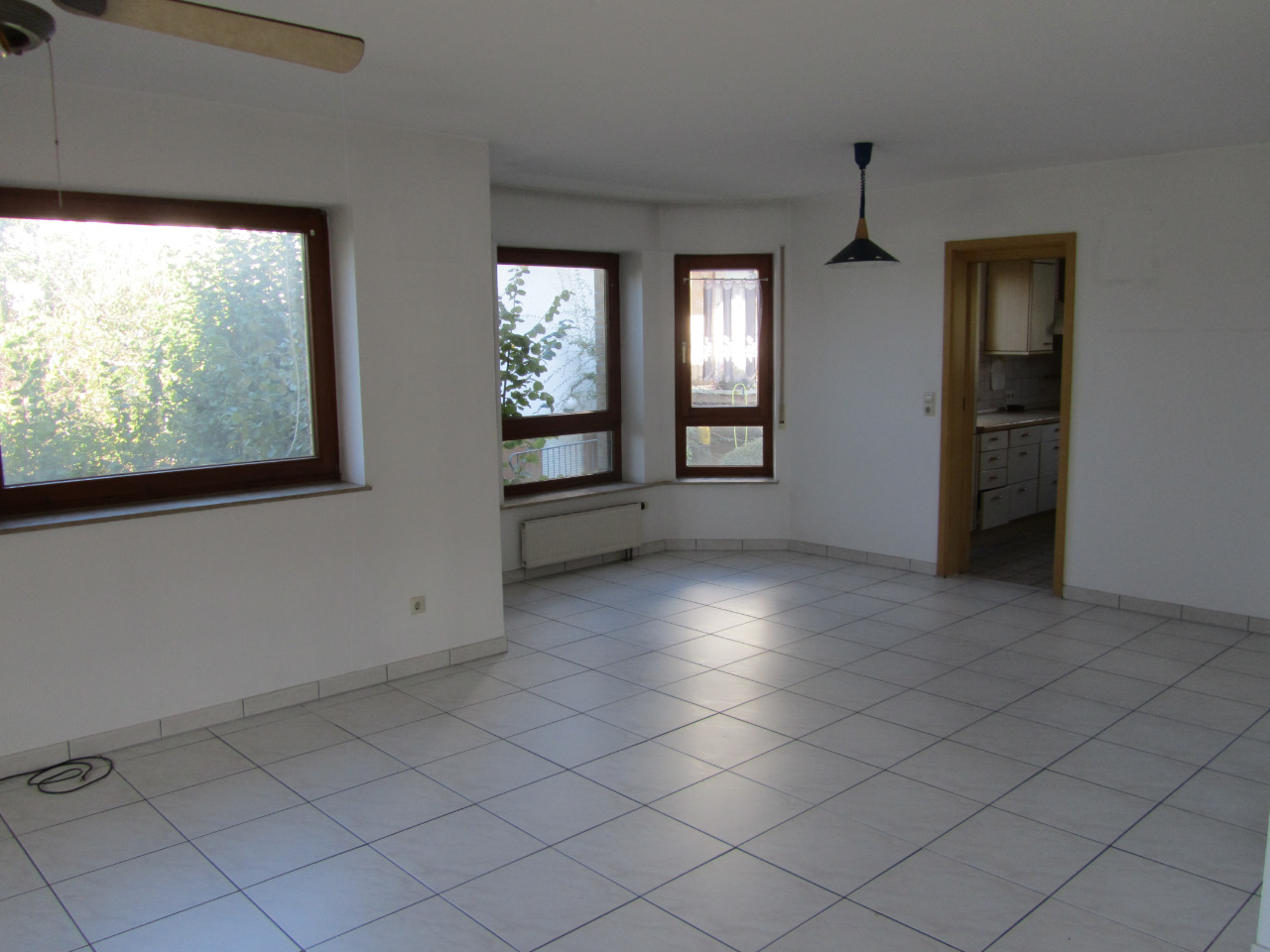
Ter verkoop staande woning...

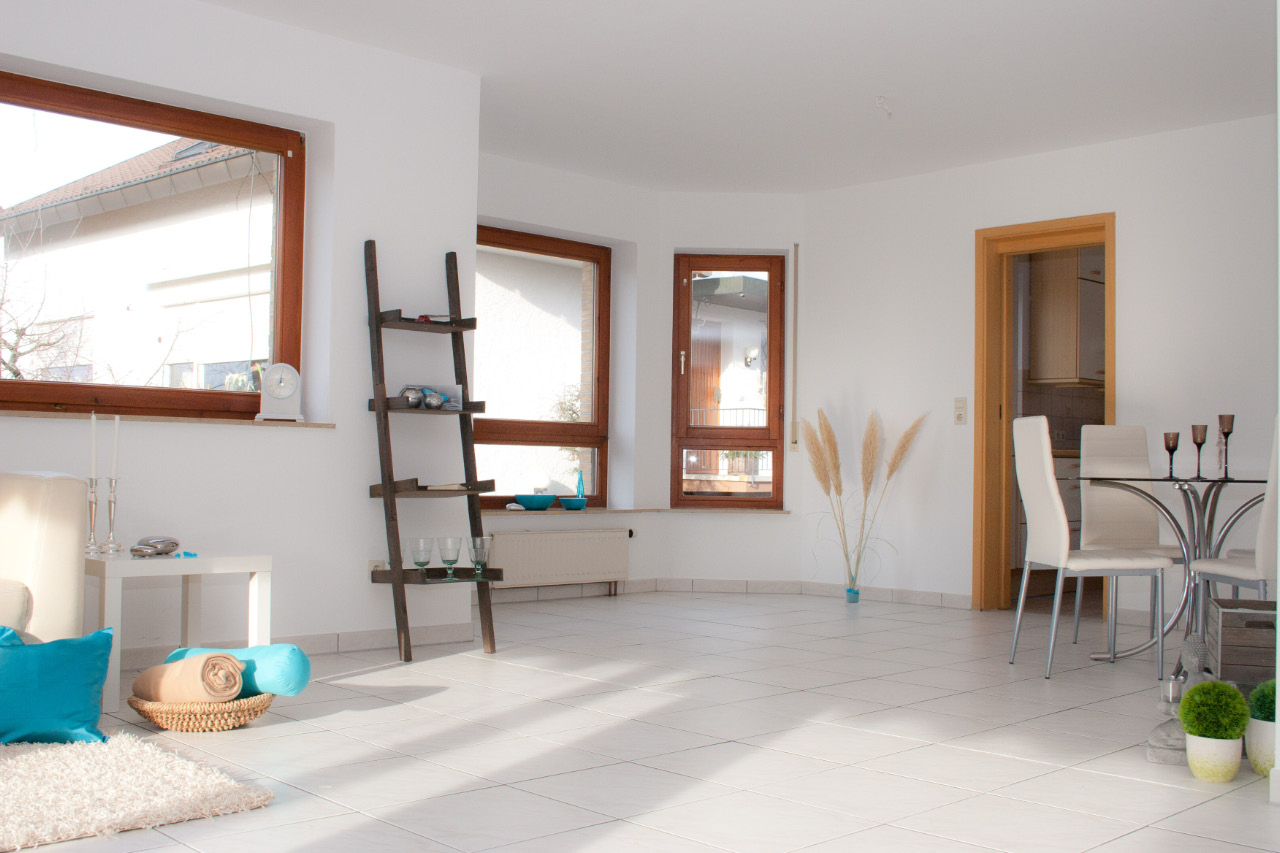
door verkoopstylist opgeleukt

Verkoopstyling of vastgoedstyling stelt zich ten doel tekoop staande huizen zodanig te restylen dat deze zo snel mogelijk kunnen worden verkocht tegen de best mogelijke prijs. Verkoopstyling is als marketingconcept voor de vastgoedmarkt in 1972 door Barb Schwarz in Noord-Amerika geïntroduceerd.
Een verkoopstylist is iemand die beroepsmatig te koop staande woningen verkoopklaar maakt. Particuliere huizenverkopers zijn vaak emotioneel betrokken bij de inrichting van hun huis. Het merendeel van de potentiële kopers weet niet goed door de inrichting van de huidige bewoners van een koopwoning ‘heen’ te kijken en kan daardoor van aankoop afzien. 
Om het woningaanbod te bekijken zoekt men in eerste instantie op het internet. De presentatie daar is daarom van belang voor de eerste indruk. Verkoopstylisten hebben als taak te koop staande woningen te restylen door ze met eenvoudige ingrepen voor een zo breed mogelijk publiek aantrekkelijk te maken.  